# Kebonagung (Ujungpangkah)
Kebonagung is een bestuurslaag in het regentschap Gresik van de provincie Oost-Java, Indonesië. Kebonagung telt 1048 inwoners (volkstelling 2010).